# Норманнский замок (Стило)
Норманнский замок в Стило (итал. Castello normanno di Stilo) — замок в городке Стило, в Калабрии, в Италии.

## История
Замок расположен практически на вершине горы Монте-Консолино. Первое упоминание о замке датируется 7 мая 1093 года в концессионном акте между Рожером I и Бруно Кёльнским: «elegerunt itaque quondam solitudinis locum inter locum qui dicitur Arena et oppidum quod appelatur Stilum».
В XIII веке замок в Стило был одним из семнадцати калабрийских замков, находившихся в ведении Королевской курии во времена правления Карла I Анжуйского. Долгое время он также использовался в качестве тюрьмы. В конце века в замке проводился ряд ремонтных работ, что зафиксировано на листе 233 Архива Королевского монетного двора 1281 года. В Королевском реестре от 14 апреля 1323 года записано, что герцог Калабрии пожаловал замок Марко, барону Сеттинджано, и что в течение долгого времени им управляли его потомки.
В 1677 году священник Аполлинарий Агреста (ит.) упоминал замок в своем труде «Житие святого Иоанна Терести». В XVII веке замок также упоминает Джованни Фьоре да Кропани (ит.) в труде «Della Calabria illustrata» (ит.).
В XVIII веке, во времена Неаполитанского королевства, замком управлял кастелян, назначаемый непосредственно королём, который командовал оборонительным гарнизоном. С XIX века замок уже находится в заброшенном состоянии, со временем разрушаясь.

## Современность
С 2009 года началась длительная реставрация под руководством Суперинтендантства архитектурного и ландшафтного наследия Калабрии во главе с Маргеритой Эйкеберг, завершившаяся 14 мая 2016 года. С сентября 2015 года и в 2016 году проводились работы по строительству монорельса для облегчения доступа посетителей, который, тем не менее, так и не был сдан в эксплуатацию. До замка существует тропа от старинной церкви Каттолика-ди-Стило, но большая часть пути небезопасна и практически не используется. Более длинный, но безопасный, путь идёт от кладбища Стило по асфальтовой дороге, а после по горной тропе.

## Легенды замка
Про замок существует легенда о мальчике-барабанщике, который в давние времена вёл сопровождающих через тёмный подвал замка. Чтобы другие могли следовать за ним по секретному проходу, мальчик бил в свой барабан. Но на середине пути удары внезапно прекратились, а мальчик-барабанщик исчез без следа. С тех пор в замке временами слышна барабанная дробь.

## Галерея

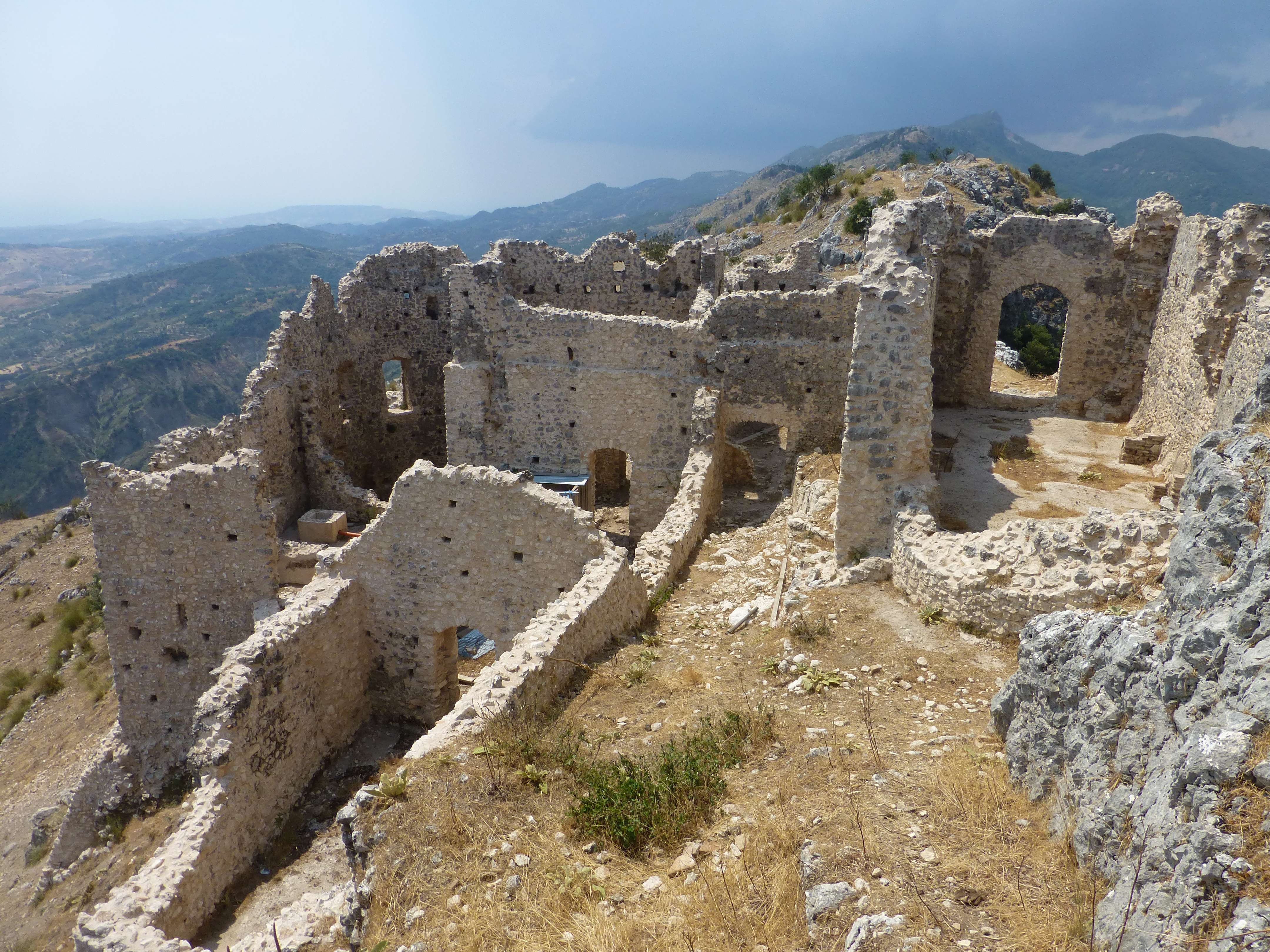
Вид с вершины горы
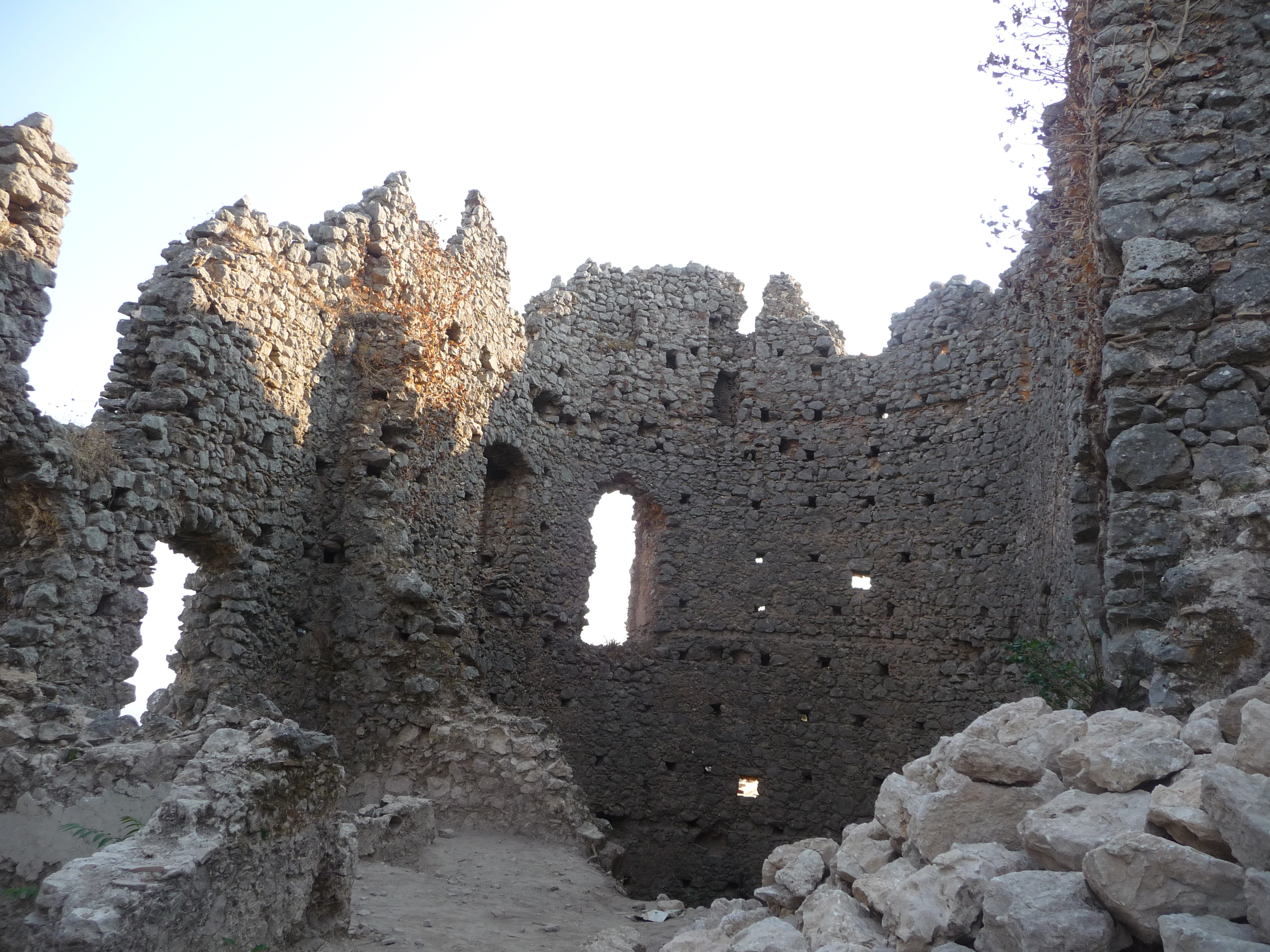
Внутри развалин замка
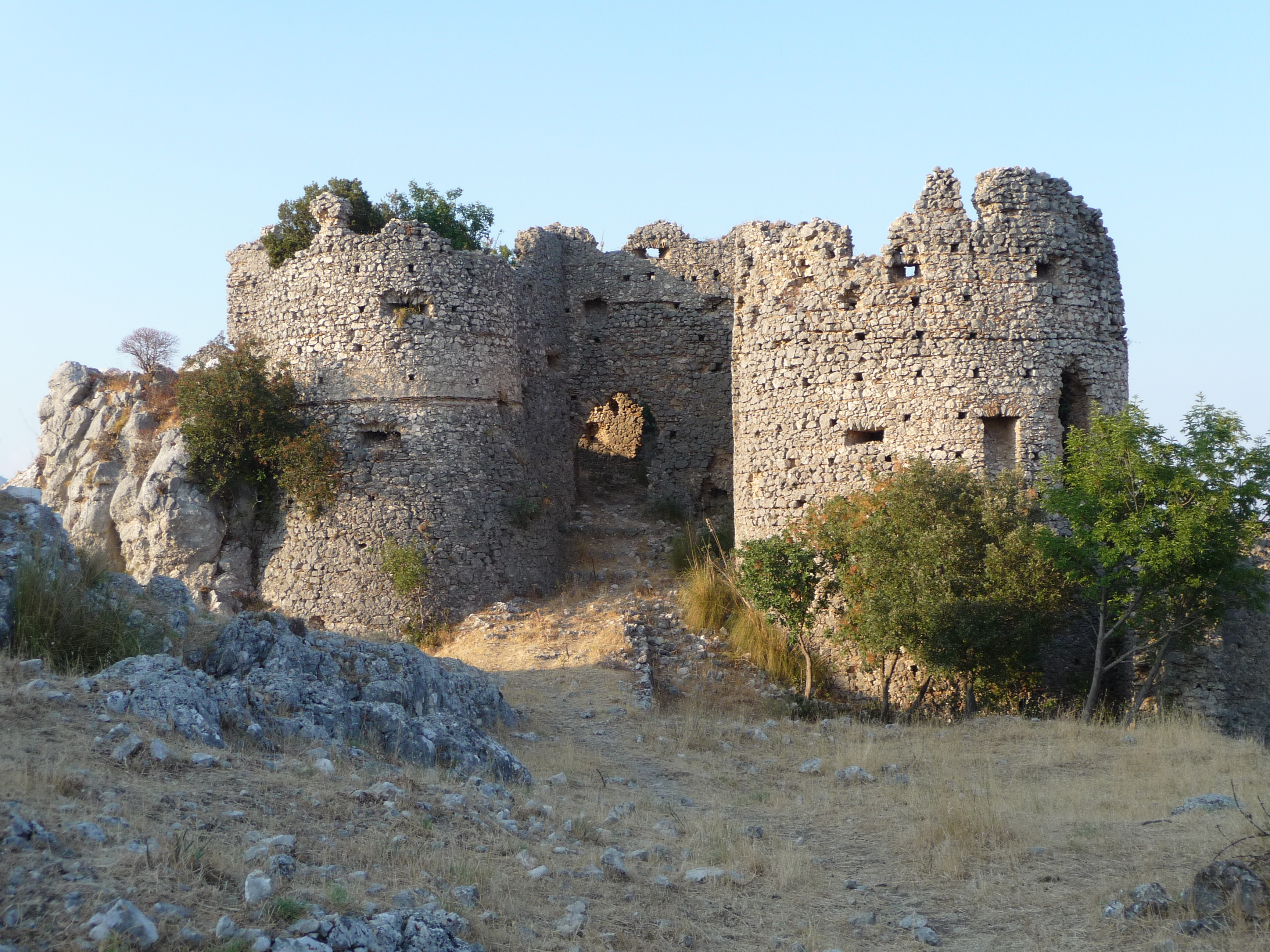
В 2008 году перед реставрационными работами
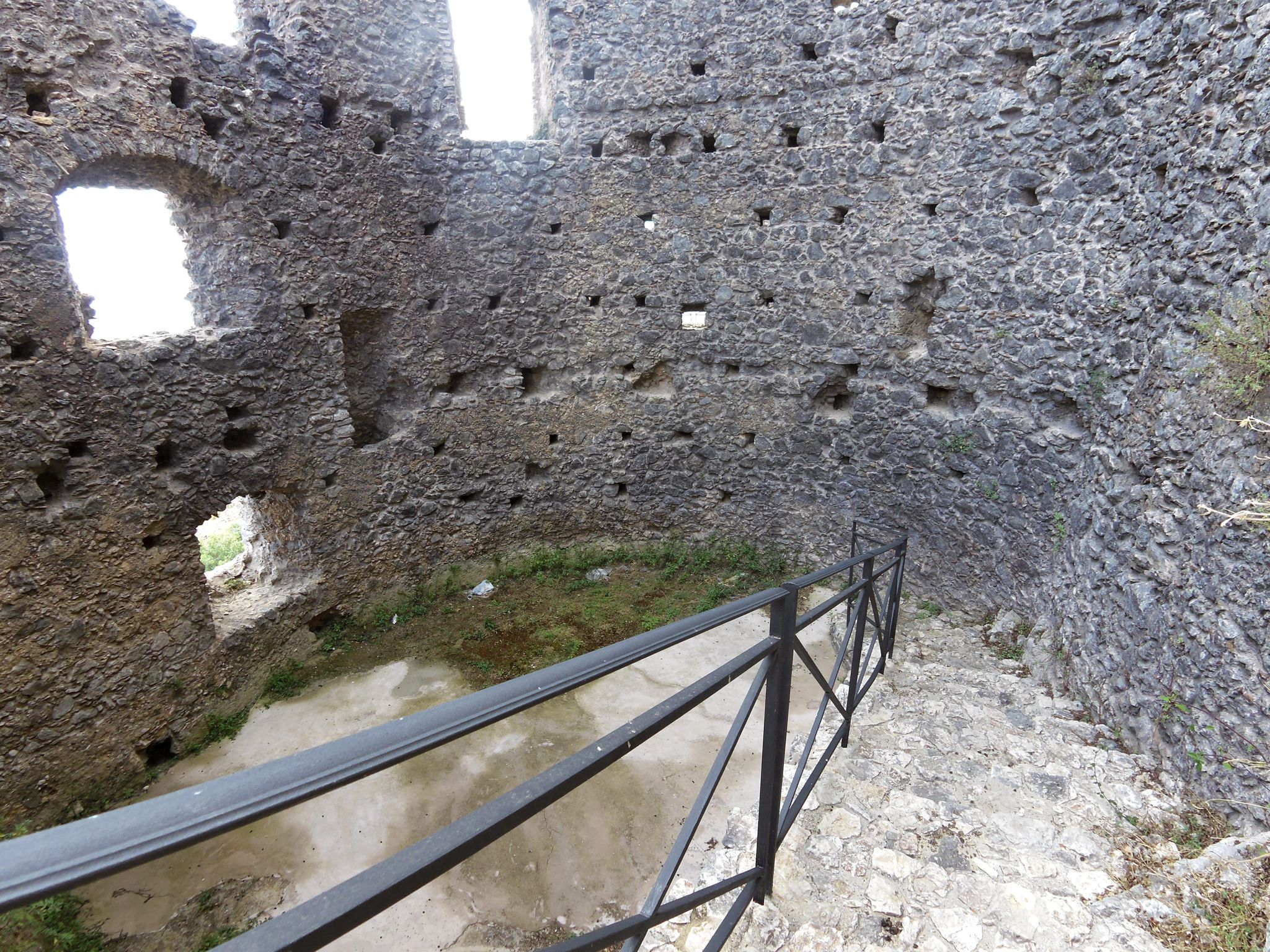
Внутри башни